# 1989 v letectví
Tento článek obsahuje seznam událostí souvisejících s letectvím, které proběhly roku 1989.

## Události

### Leden
- 4. ledna – stíhací letouny F-14 Tomcat US Navy sestřelují dva libyjské MiGy-23
- 27. ledna – ve věku 101 let umírá Thomas Sopwith

### Březen
- 22. března – Antonov An-225 ustavuje celkem 106 světových rekordů a rekordů ve své třídě během letu s raketoplánem Buran trvajícího 3 hodiny a 30 minut. Celková vzletová hmotnost stroje dosahuje 508 200 kg.

### Srpen
- 22. srpna – ve věku 84 let umírá Alexandr Jakovlev

### Září
- 16. září – v závodě o Pohár Gordona Bennetta zvítězili Rakušané Josef Starkbaum a Gert Scholz (oba popáté)

## První lety

### Leden
- 2. ledna – Tupolev Tu-204
- 11. ledna – AASI Jetcruzer

### Březen
- 19. března – V-22 Osprey

### Duben
- 30. dubna – SOCATA Omega

### Květen
- 28. května – AIDC F-CK-1 Ching-kuo

### Červenec
- 17. července – B-2 Spirit

### Říjen
- 7. října – Enstrom 480

### Prosinec
- 31. prosince – Suchoj Su-30